# Bob Hill
Robert G. Hill (nacido el 24 de noviembre de 1948 en Columbus, Ohio ) es un entrenador de baloncesto de la NBA y de la Virtus Pallacanestro Bologna italiana. El 3 de enero de 2006 sustituyó a Bob Weiss como entrenador de Seattle SuperSonics tras un inicio de 13-17. Anteriormente trabajaba como asistente del entrenador en el equipo. Su balance como técnico en la NBA es de 257-212. Entre 1999 y 2002 fue entrenador de la Universidad de Fordham, teniendo bajo su mandato un récord de 36-78. 
En la NBA ha entrenado a tres equipos más: San Antonio Spurs, Indiana Pacers y New York Knicks. En su estancia en los Spurs en la temporada 1996-97, fue despedido y reemplazado por Gregg Popovich. 
Tras finalizar la temporada 2006-07, Hill fue despedido de los Sonics.